# 구로고등학교
구로고등학교(九老高等學校)는 대한민국 서울특별시 구로구 구로동에 위치한 공립 고등학교로, 1982년에 개교되었다.

## 학교 연혁
- 1981년 12월 31일 : 구로고등학교 45학급 설립 인가
- 1982년 1월 20일 : 학교 대지 15,661.9m2, 본관교사 3,259m2 준공
- 1982년 3월 1일 : 초대 정태무 교장 취임
- 1982년 3월 5일 : 1982학년도 신입생 입학식(912명)
- 1982년 4월 24일 : 개교식
- 1982년 8월 10일 : 상록수련장(1층, 과학실 7실) 준공
- 1982년 11월 20일 : 동관 교사 16실(1,800m2) 준공
- 1983년 6월 10일 : 후관 교사 20실(2,340m2) 준공
- 1985년 2월 11일 : 제1회 졸업식(862명)
- 2000년 3월 1일 : 남녀공학 전환
- 2002년 5월 31일 : 정보종합센터 17실(2,146m2) 준공
- 2017년 10월 18일 : 소강당 개관식
- 2021년 3월 1일 : 제14대 전민식 교장 취임
- 2022년 3월 2일 : 제41회 입학식(301명)
- 2023년 2월 3일 : 제39회 졸업식(292명, 누적 20,613명)

## 참고 자료
- 구로고등학교 - 한국교육학술정보원 학교알리미